# Vjatjeslav Kozlov
Vjatjeslav Anatoljevitj Kozlov (ryska: Вячесла́в Анато́льевич Козло́в, Vjatjesláv Anatól'jevitj Kozlóv), kallad "Slava", född 3 maj 1972 i Voskresensk, Moskva oblast, är en före detta rysk ishockeyspelare som spelat för OHK Dynamo Moskva i KHL. Han har vunnit Stanley Cup två gånger med Detroit Red Wings, 1997 och 1998, och har förutom nio säsonger i Detroit även spelat NHL-ishockey för Buffalo Sabres och Atlanta Thrashers. I februari 2011 gick han från HK CSKA Moskva till Salavat Julajev Ufa. Sommaren 2011 skrev han på ett ett-års kontrakt för OHK Dynamo Moskva.
Kozlov är en skicklig offensiv spelare som i ett flertal NHL-säsonger gjort över 70 poäng. Hans främsta säsong var 2006–07, då han noterades för 28 mål och 80 poäng på 81 spelade matcher.

## Spelarkarriär
- Chimik Voskresensk 1987–1991 2004–05
- CSKA Moskva 1991–92, 1994–95, 2010–11
- Adirondack Red Wings 1992–1994
- Detroit Red Wings 1994–2001
- Buffalo Sabres 2001–02
- Atlanta Thrashers 2002–2004, 2005–2010
- Salavat Julajev Ufa 2010–11
- OHK Dynamo Moskva 2011–2012
- HK Spartak Moskva 2012-2014
- Atlant Mytishchi 2014-2015